# Константинув (Плоцький повіт)
Константинув (пол. Konstantynów) — село в Польщі, у гміні Гомбін Плоцького повіту Мазовецького воєводства.
Населення — 35 осіб (2011).
У 1975-1998 роках село належало до Плоцького воєводства.

## Демографія
Демографічна структура станом на 31 березня 2011 року:
|          | Загалом | Допрацездатний вік | Працездатний вік | Постпрацездатний вік |
| -------- | ------- | ------------------ | ---------------- | -------------------- |
| Чоловіки | 12      | 4                  | 7                | 1                    |
| Жінки    | 23      | 6                  | 12               | 5                    |
| Разом    | 35      | 10                 | 19               | 6                    |